# يومن

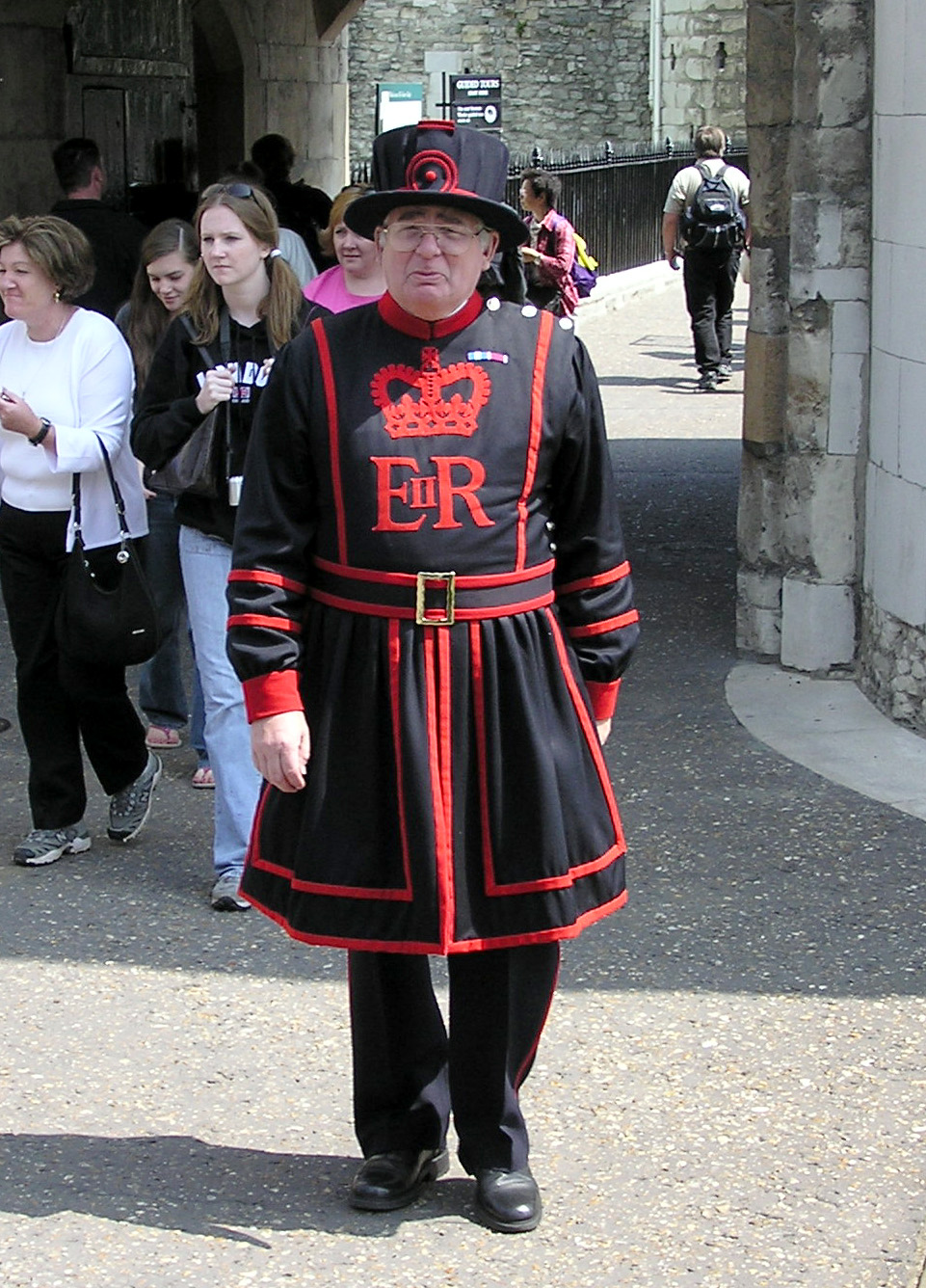

اليومَن (Yeoman) مصطلح يطلق على التابع، أو المالك الزّراعي الصغير، أو خادم السيد الإقطاعي، وذلك أواخر العصور الوسطى في إنجلترا. وقد استُخدمَ هذا الاسم في القرن الخامس عشر الميلادي، لموظفي منازل النّبلاء، وصغار المُلاّك، والفلاحين في مزارع الإقطاعيين. وأصبح اليومنيون في عهد تيودور (1485- 1603م) طبقة مستقلة، وكانوا أرفع مقامًا من الفلاحين والعمال، إلاّ أن مرتباتهم أدنى من السادة وأصحاب الضِياع. ثم شَكَّل رجال هذه الطبقة في أواخر القرن الثامن عشر فرق فرسانهم الخاصة بهم، والمسماة باليومنيين، وهو حرس وطني من الفرسان الإنجليز. ونُظم اليومنيين رسميًّا من خلال قانون برلماني عام 1794م.

## تنظيمهم
قام الملك هنري السابع بتنظيم حرس اليومنيين الذين شكلوا الحرس الخاص للعاهل الإنجليزي. واستمر اليومنيون حتى يومنا هذا يؤدون خدماتهم بوصفهم حرسًا ملكيًّا خاصًا في بريطانيا في المناسبات الرسمية، ولا تتعَدَّى واجباتهم مُجرَّد الاحتفالات. ويرتدي ضباط هذه المجموعة أزياء معاصرة، بينما يرتدي المُجَنَّدون أزياء ملونة، ويحملون أسلحة. ويرجع تاريخ ذلك إلى أواخر القرن الخامس عشر والقرن السادس عشر الميلاديين.

## سبب التسمية
وحسب المعتقدات التقليدية، يُحكى أنّ دوقًا كبيرًا كان زائرًا عام 1669م، وقد عََلتْ وجهه الدهشة، لأن خفراء برج لندن من اليومنيين، استهلكوا كميات كبيرة من اللحم، ومن ثم لَقَّبَهم آكلي لحوم البقر. ويطلق عليهم هذا اللّقب حتى يومنا هذا.

## مكانة اليومن
وتعد وظيفة اليومن الخاص بالحراسة شرفًا لصاحبها. ويتم اختيار اليومنيين من الضباط والمجندين من القوات المسلحة النظامية البريطانية. ويؤدي صف الضباط في أسطول الولايات المتحدة أعمالاً كتابية لها نفس درجة اليومن.